# A Star Is Born (1954)
A Star Is Born (prt: Assim Nasce uma Estrela; bra: Nasce uma Estrela) é um filme norte-americano de 1954, do gênero drama romântico-musical, dirigido por George Cukor, com roteiro de Moss Hart adaptando o original de 1937, de Dorothy Parker, Alan Campbell e Robert Carson, por sua vez baseado numa história de William A. Wellman e Robert Carson.
A Star Is Born marca o retorno de Judy Garland após quatro anos afastada — seu último trabalho fora Summer Stock. É também o primeiro desde que saiu da MGM.

## Prêmios e indicações
| Prêmio             | Categoria                         | Recipiente                                                    | Resultado |
| ------------------ | --------------------------------- | ------------------------------------------------------------- | --------- |
| Oscar 1955         | Melhor atriz                      | Judy Garland                                                  | Indicado  |
| Oscar 1955         | Melhor ator                       | James Mason                                                   | Indicado  |
| Oscar 1955         | Melhor trilha sonora              | Ray Heindorf                                                  | Indicado  |
| Oscar 1955         | Melhor canção original            | Harold Arlen, Ira Gershwin ("The Man That Got Away")          | Indicado  |
| Oscar 1955         | Melhor figurino                   | Jean Louis, Mary Ann Nyberg, Irene Sharaff                    | Indicado  |
| Oscar 1955         | Melhor direção artística          | Malcolm Bert, Gene Allen, Irene Sharaff, George James Hopkins | Indicado  |
| Globo de Ouro 1955 | Melhor atriz - comédia ou musical | Judy Garland                                                  | Venceu    |
| Globo de Ouro 1955 | Melhor ator - comédia ou musical  | James Mason                                                   | Venceu    |
| BAFTA 1956         | Melhor atriz estrangeira          | Judy Garland                                                  | Indicada  |

Em 2005, o filme foi classificado em 7.º lugar na lista dos 25 maiores musicais americanos de todos os tempos, idealizada pelo American Film Institute.

## Sinopse
Norman Maine (James Mason), astro de cinema decadente e alcoólatra, conhece Esther Blodgett (Judy Garland), uma sonhadora artista que deseja o estrelato. Depois de um tempo os dois se casam e ela começa a se transformar numa grande estrela, que agora atende por Vicky Lester. É aí que começam seus problemas, pois o marido não aguenta ver ao mesmo tempo sua derrota e a vitória de Esther como artista, o que acaba levando-o para as bebidas. Isso acaba abalando a carreira da esposa.

## Elenco
| Ator/Atriz       | Personagem                     |
| ---------------- | ------------------------------ |
| Judy Garland     | Vicki Lester / Esther Blodgett |
| James Mason      | Norman Maine                   |
| Jack Carson      | Matt Libby                     |
| Charles Bickford | Oliver Niles                   |
| Tommy Noonan     | Danny McGuire                  |

## Trilha sonora
1. "Gotta Have Me Go with You" (Judy Garland e Mens Chorus)
2. "The Man That Got Away" (Judy Garland)
3. "Born in a Trunk"(Judy Garland)
4. "Swanee"
5. "I'll Get By"
6. "When My Sugar Walks Down the Street"
7. "You Took Advantage of Me"
8. "Black Bottom"
9. "The Peanut Vendor"
10. "My Melancholy Baby"
11. "Here's What I'm Here For" (Judy Garland)
12. "It's a New World" (Judy Garland)
13. "Someone at Last" (Judy Garland)
14. "Lose That Long" Face (Judy Garland)